# Fanfara (tema musicale)
La fanfara (in francese fanfare; in inglese fanfare o flourish; in tedesco Fanfare) è un tema musicale di carattere brillante, eseguito dagli ottoni in apposite formazioni che a loro volta sono dette fanfare. Trae origine dai segnali militari o di caccia e trova impiego nelle cerimonie solenni. È usata anche nella musica colta, spesso come introduzione di una marcia o di un'altra composizione.

## Etimologia
Pervenuto attraverso il francese, il termine fanfara è di origine incerta e molti lo considerano onomatopeico. Supponendo un legame con l'antico italiano fanfano e il moderno fanfarone, se ne rintraccia a volte la radice nello spagnolo antico fanfa («vanteria»), che alcuni collegano all'arabo farfar («chiacchierone»), ma che per altri non vi ha alcuna relazione. V'è poi chi riconduce fanfara direttamente all'arabo anfār («squilli di guerra») o farfār («muoversi avanti e indietro»).

## Definizione
In alcune lingue, come il francese e l'italiano, il termine fanfara si è esteso fino a designare lo stesso complesso di ottoni che esegue la composizione. In molti casi, brani per ottoni di varia ampiezza e complessità hanno assunto denominazioni diverse, quali flourish in inglese, Feldstück, Aufzug e Marsch in tedesco, toccata e sonata in italiano (con i corrispondenti inglesi tucket e sennet).
Secondo un diagramma proposto da Hofer, la fanfara può essere intesa come un concetto intermedio, capace di riferirsi tanto ai semplici segnali usati per trasmettere informazioni, quanto ai brani di dimensioni maggiori e di natura cerimoniale; gli uni eseguiti tendenzialmente da un solo strumento, gli altri da un complesso di strumenti.
Caratteristica del tema di fanfara è una melodia che, essendo nata per l'esecuzione da parte di strumenti capaci di produrre la serie degli armonici naturali, si sviluppa per salti sulle note di un accordo perfetto maggiore. Il tempo è spesso 4/4 o 6/8.
Esempio. La fanfara che apre il celebre Allegro vivace nell'ouverture del Guglielmo Tell. La tonalità è mi maggiore (mi-sol♯-si).

## Storia

### Origini e testimonianze
Grazie alla loro potenza, gli aerofoni sono stati impiegati fin dalla preistoria nelle comunicazioni a grande distanza per scopi bellici e venatori. Il passo dalle semplici segnalazioni militari all'impiego cerimoniale dovette compiersi già nell'antichità, come attestano ad esempio alcuni bassorilievi della Colonna Traiana. Le prime testimonianze della fanfara vera e propria, tuttavia, risalgono al medioevo e si rinvengono nei trattati di caccia francesi del Trecento.

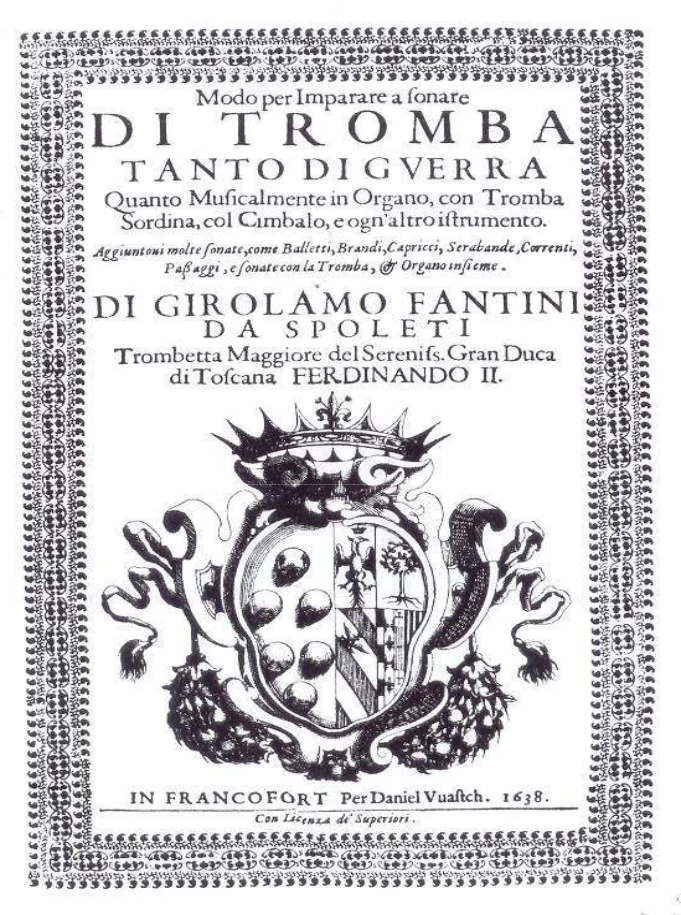
Frontespizio del metodo per tromba di Girolamo Fantini

Le più antiche raccolte note di segnali e fanfare si devono invece ai trombettieri sassoni Hendrich Lübeck (1598) e Magnus Thomsen (1600 circa), i quali, al servizio di Cristiano IV di Danimarca, redassero due manoscritti pubblicati poi da Schünemann nella rivista Das Erbe deutscher Musik sotto il titolo Trompeterfanfaren, Sonaten und Feldstücke (1936).
Raccolte analoghe apparvero, sempre nel corso del Seicento, anche in Italia. Si ricordano in proposito le opere dei trombettisti e didatti Cesare Bendinelli, Tutta l'arte della trombetta (1614), e Girolamo Fantini, Modo per imparare a sonare di tromba tanto di guerra quanto musicalmente (1638). In Francia le prime citazioni di fanfare si devono al teorico della musica Marin Mersenne, che le incluse nel Libro V della sua Armonia universale (1636), ma la prima raccolta organica apparve in un manoscritto di Philidor il Vecchio (1705).
In tutte queste raccolte la fanfara presenta già definite tutte le caratteristiche del genere, mentre le fanfare medievali dovevano essere ben più abbozzate a giudicare dalla limitatezza degli strumenti dell'epoca. Bendinelli offre indicazioni sull'improvvisazione di una fanfara, da lui chiamata sarasinetta, nel modo che segue.
(Cesare Bendinelli, Tutta l'arte della trombetta)

### Medioevo
Nel medioevo segnali e fanfare furono destinati all'impiego in guerra, nella caccia, per celebrare i trionfi militari, nelle cerimonie di corte, nella vita civile (come in occasione della lettura di editti e bandi o per scandire le ore del giorno), talvolta nei concerti pubblici.

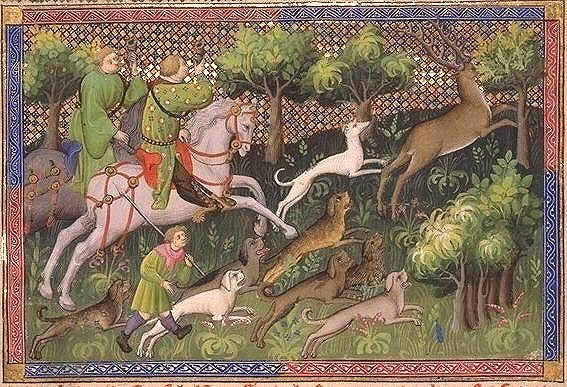
Scena di caccia medievale

La loro imitazione nella musica d'arte è precoce e ricorre già nelle cacce italiane del Trecento. Nel madrigale Tosto che l'alba di Gherardello da Firenze, dopo le parole «suo corno sonava», le voci riproducono il segnale del corno su un intervallo di quarta giusta. Analogamente, nel Gloria ad modum tubae di Dufay le due voci più basse intessono un accompagnamento a mo' di fanfara.
Ancora nel Cinquecento alcune composizioni polifoniche denominate «battaglie» testimoniano il suono delle fanfare di guerra mediante onomatopee prodotte dalle voci: è il caso, in particolare, della Guerre o Bataille de Marignan del maestro del genere Janequin.

### Età moderna e contemporanea

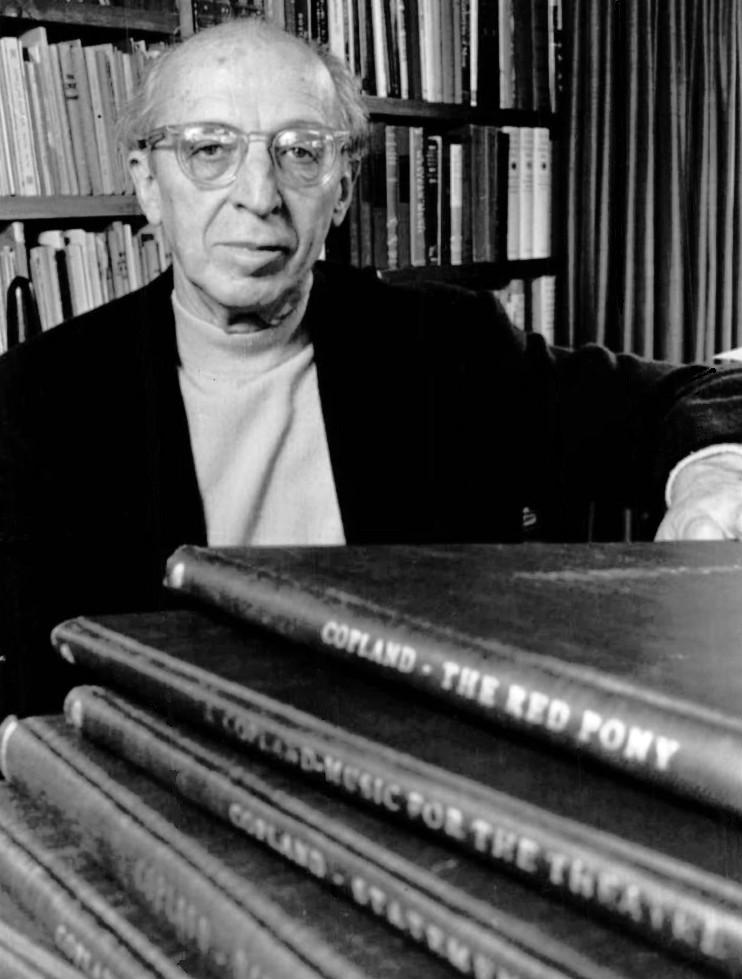
Aaron Copland

L'appropriazione della fanfara da parte della musica colta si completò tra Seicento e Ottocento. La letteratura musicale al riguardo è molto ampia. Tra le tante composizioni si ricordano la toccata che apre L'Orfeo di Monteverdi (1607), le fanfare di Lulli, Cavalli, Philidor, la Fanfare pour la suite de la Diane per clavicembalo di Couperin (1713), la fanfara di corno che apre la Musica sull'acqua di Händel (1717).
Molti temi di fanfara percorrono le composizioni strumentali del periodo classico e romantico. Celebre è la fanfara dei corni che introduce la Hornsignal di Haydn (1765). Alcuni tra i brani più popolari dell'epoca includono al loro interno motivi di fanfara, a volte anche travalicando i confini dell'imitazione della guerra e della caccia, come nell'incipit della Piccola serenata K 525 di Mozart (1787); altre volte confermando il legame della fanfara con la marcia e i temi militari, come nella famosissima Marche militaire op. 51 n. 1 di Schubert (1818). Čajkovskij aprì il Capriccio italiano op. 45 (1880) riecheggiando il Silenzio d'ordinanza dei corazzieri; Mahler si servì di una fanfara per l'attacco della Sinfonia n. 5 (1901-1902), in un movimento di marcia funebre.
Ma fu soprattutto l'opera a consacrare la fanfara come tema evocativo di atmosfere trionfali, festose, venatorie o guerresche. Esempi si rinvengono in Beethoven (Fidelio), Rossini (Guglielmo Tell), Richard Wagner (Tristano e Isotta), Bizet (Carmen). In alcuni casi la fanfara rimase invece composizione autonoma mantenendo la sua funzione celebrativa: così ad esempio nelle fanfare scritte da Dvořák per l'Esposizione giubilare di Praga (1891).
Nel Novecento si ricorda in special modo una grande fanfara di Copland intitolata Fanfare for the Common Man (1942), che intese rovesciare il punto di vista tradizionale della celebrazione dei potenti per onorare l'uomo comune nel corso della seconda guerra mondiale, e divenne celeberrima negli Stati Uniti. Nel 1964 Igor Stravinskij scrisse un brevissimo pezzo intitolato Fanfare for a New Theatre per due trombe in Do, dedicata a Lincoln Kirstein e George Balanchine in occasione dell'apertura del New York State Theater.. 
Ovviamente proseguiva l'utilizzazione pratica delle fanfare per trasmettere gli ordini militari sul campo di battaglia, soprattutto per le unità di fanteria leggera che combattevano in ordine aperto. Vedi, ad esempio, i segnali usati dai reggimenti bersaglieri dell'esercito italiano durante le guerre del Risorgimento.

## Uso contemporaneo
Gli usi storici della fanfara non sono tramontati: basti pensare ai segnali di tromba nelle caserme o alle parate militari, in cui corpi come quello dei bersaglieri italiani sfilano al suono di tipiche melodie di fanfara (tra le quali le notissime Flik Flok e Passo di corsa).
Anche il protocollo dei cerimoniali solenni include l'esecuzione di fanfare, come i Ruffles and flourishes che precedono il saluto al presidente degli Stati Uniti o l'introduzione della Libuše di Smetana che funge da fanfara ufficiale del presidente della Repubblica Ceca.
Gli inni nazionali, specie se in forma di marcia, possono essere preceduti da fanfare: è il caso della Marcia reale d'ordinanza in vigore in Italia fino al 1943, introdotta da una fanfara di anonimo (ritenuta un'aria di caccia del Settecento). Anche l'introduzione dell'Inno di Mameli, nel cerimoniale solenne, è sostituita dagli squilli di tromba degli onori alla bandiera.
La musica del Novecento ha trovato alla forma musicale della fanfara nuovi impieghi, ad esempio nelle manifestazioni sportive (la fanfara olimpica di Williams); il cinema e la televisione se ne servono sia per ragioni narrative (la fanfara introduttiva del tema principale di Guerre stellari, dello stesso Williams) sia in alcune sigle (la fanfara di Newman che accompagna l'inizio delle proiezioni della 20th Century Fox o quella usata dai Marvel Studios).